# لاپلند کوهستانی
لاپلند کوهستانی زیرمجموعه‌ای از لاپلند فنلاند و یکی از ناحیه‌ها در فنلاند از سال ۲۰۰۹ است.

## شهرداری‌ها
| نشان ملی           | شهرداری             |
| ------------------ | ------------------- |
| Enontekiön vaakuna | اینونتکیو (شهرداری) |
| Kittilän vaakuna   | کیتیلا (شهرداری)    |
| Kolarin vaakuna    | کولاری (شهرداری)    |
| Muonion vaakuna    | مونیو (شهرداری)     |